# Puffi che passione
Puffi che passione è una raccolta della cantante Cristina D'Avena pubblicata il 28 settembre 2010. Nel settembre dell'anno successivo, in concomitanza con l'uscita nelle sale italiane del film I Puffi, la compilation è stata ristampata a marchio Fivestore per essere commercializzata attraverso il circuito delle edicole.
In due CD riunisce per la prima volta tutte le canzoni dell'album Puffiamo all'avventura del 1986 e tutte le sigle, incise tra il 1982 e il 1996, della serie animata I Puffi interpretate da Cristina D'Avena. Include inoltre le B-side La scuola dei Puffi e Buon compleanno Grande Puffo.

## Tracce
CD1
1. Canzone dei Puffi
2. I Puffi sanno (Alessandra Valeri Manera/Vincenzo Draghi)
3. Amici Puffi (Alessandra Valeri Manera/Vincenzo Draghi)
4. Madre Natura
5. Che bello essere un Puffo
6. Puffa di qua, puffa di là (Alessandra Valeri Manera/Giordano Bruno Martelli)
7. La magia è sempre qua
8. Buon compleanno Grande Puffo
9. Magica canzone
10. Ogni Puffo pufferà (Alessandra Valeri Manera/Carmelo Carucci)
11. La scuola dei Puffi
12. Due giovani eroi, John e Solfami (Orchestra e Coro di Augusto Martelli)

CD2
1. Puffa una canzone
2. Puffa un po' di arcobaleno (Alessandra Valeri Manera/Silvio Amato)
3. Puffiamo un, due, tre all'avventura
4. Puffi qua e là (Alessandra Valeri Manera/Vincenzo Draghi)
5. Oh Gargamella... ahi ahi!!!
6. Un, due, tre l'orchestra c'è
7. Vanità, vanità
8. Sempre allegri
9. Puffi la la la
10. John e Solfami
11. Puffiamo un girotondo
12. Oh oh Baby Puffo oh